# Де Йоде, Питер (старший)

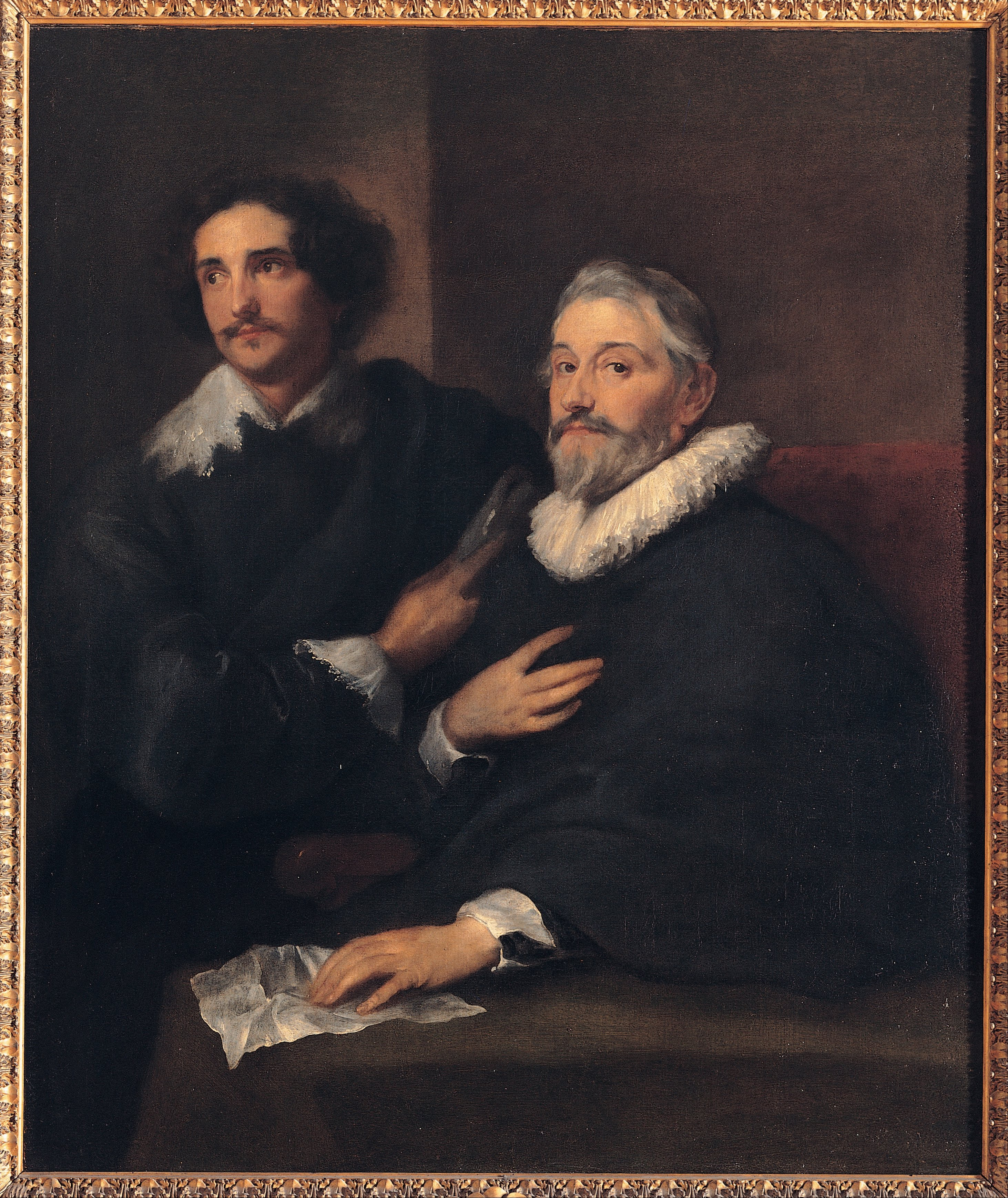
А. Ван Дейк. Портрет гравёров Питера де Йоде Старшего и Питера де Йоде Младшего. Между 1620 и 1640. Холст, масло. Капитолийские музеи, Рим

Питер, или Петрус, де Йоде Старший (нидерл. Pieter de Jode der Ältere; 1570, Антверпен — 9 августа 1634, Антверпен) — фламандский рисовальщик-орнаменталист, живописец, гравёр, мастер репродукционной гравюры и издатель эпохи «Золотого века Нидерландов». Представитель известной семьи фламандских живописцев и гравёров де Йоде.

## Биография
Питер де Йоде был сыном и учеником выдающегося голландского картографа, гравёра и издателя Геррита де Йоде из Антверпена (историческая область Фландрия). Он был братом картографа и издателя Корнелиса де Йоде и отцом рисовальщика и гравёра Питера де Йоде Младшего
В 1595 году Питер де Йоде совершил поездку в Италию. В Риме у него появилась возможность гравировать по живописным оригиналам итальянских мастеров, таких как Тициан, Джулио Романо и Якопо Бассано. Его гравюры с картин итальянских мастеров упомянуты в «Книге о художниках» Карела ван Мандера.
Затем он отправился в Северные Нидерланды и стал учеником гравёра Хендрика Гольциуса в Харлеме. Необычная манера гравирования Гольциуса отразилась на ранних гравюрах Питера де Йоде. Позднее он совершил поездку во Францию. В 1599—1600 годах членом Гильдии Святого Луки в Антверпене.
В 1628—1631 годах Питер де Йоде Старший гравировал по живописным оригиналам многих известных художников: Бартоломеуса Спрангера, Отто ван Веена, Себастьяна Вранкса, П. П. Рубенса. Вместе с сыном Питером де Йоде Младшим в Париже стал работать для Антониса ван Дейка и его знаменитой серии «Иконография», представляющей собой сборник портретов известных личностей его времени, которая была опубликована в течение нескольких последующих десятилетий. С 1612 года, возможно, непосредственно работал в мастерской Рубенса.
В 1621 году издал две книги Якоба Катса. Среди его учеников помимо сына был Питер де Байлю. Художник скончался в Антверпене в 1634 году.

## Галерея

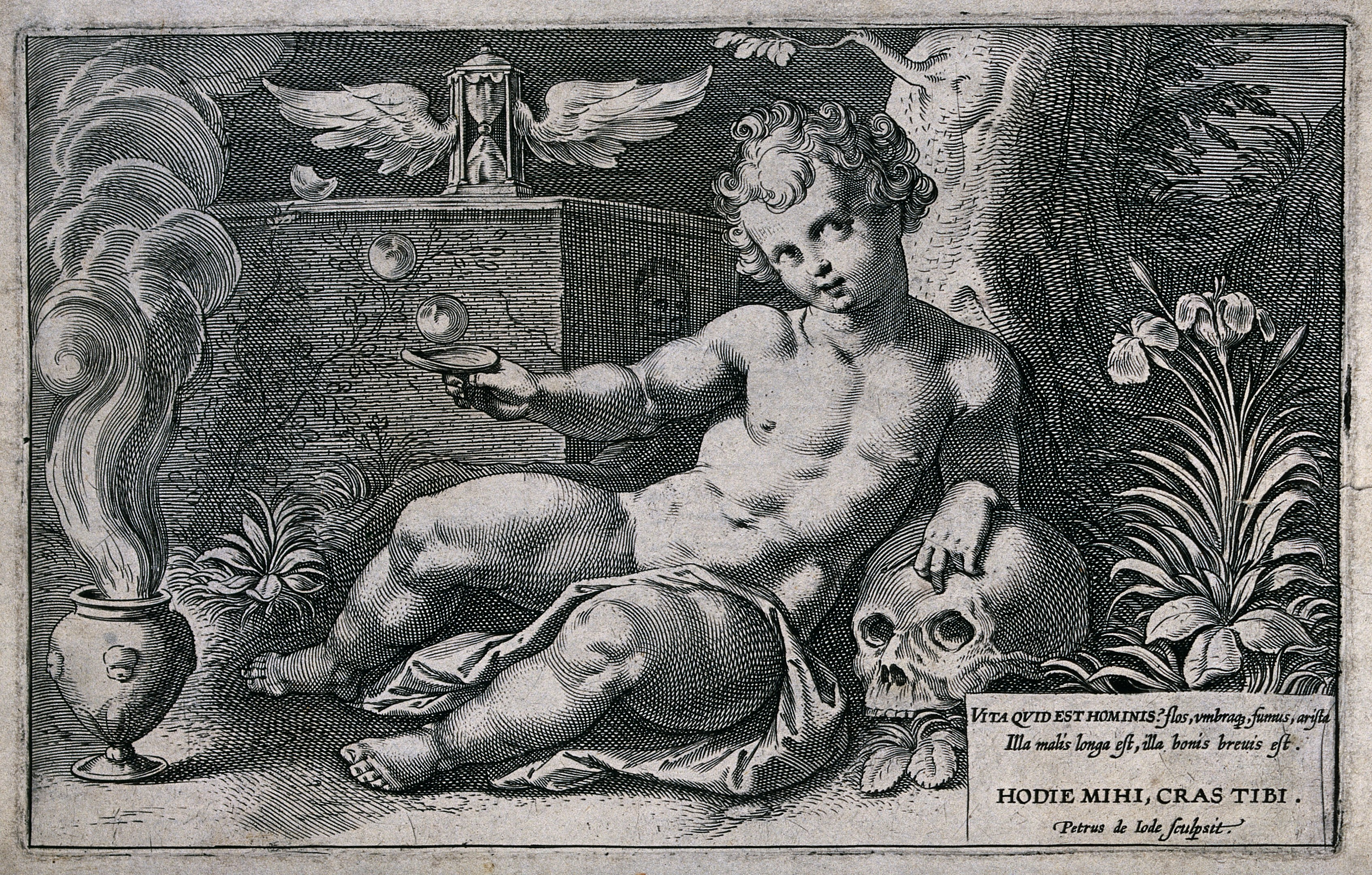
Ванитас (Бренность). Ок. 1650. Офорт
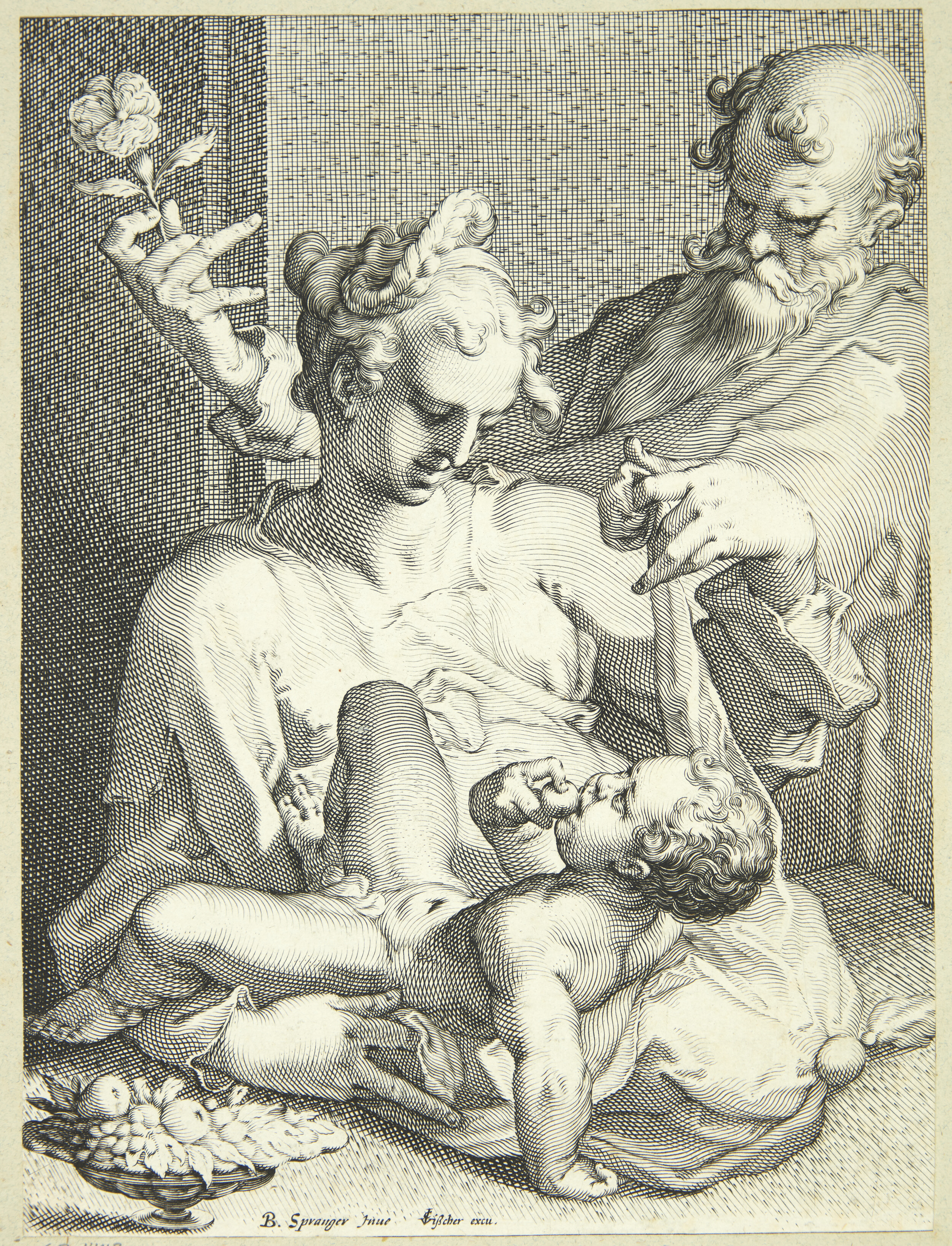
Святое семейство. Гравюра резцом по меди в подражание Х. Гольциусу
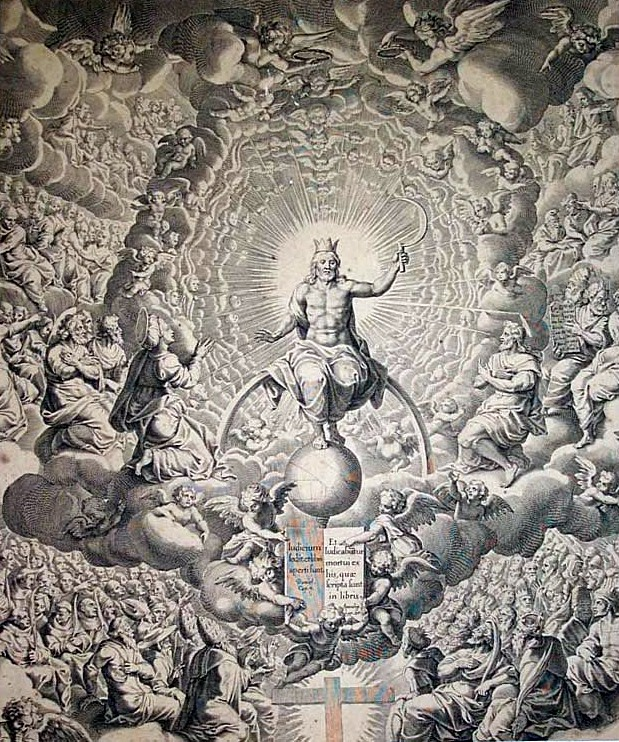
Конец Страшного суда. Христос во славе
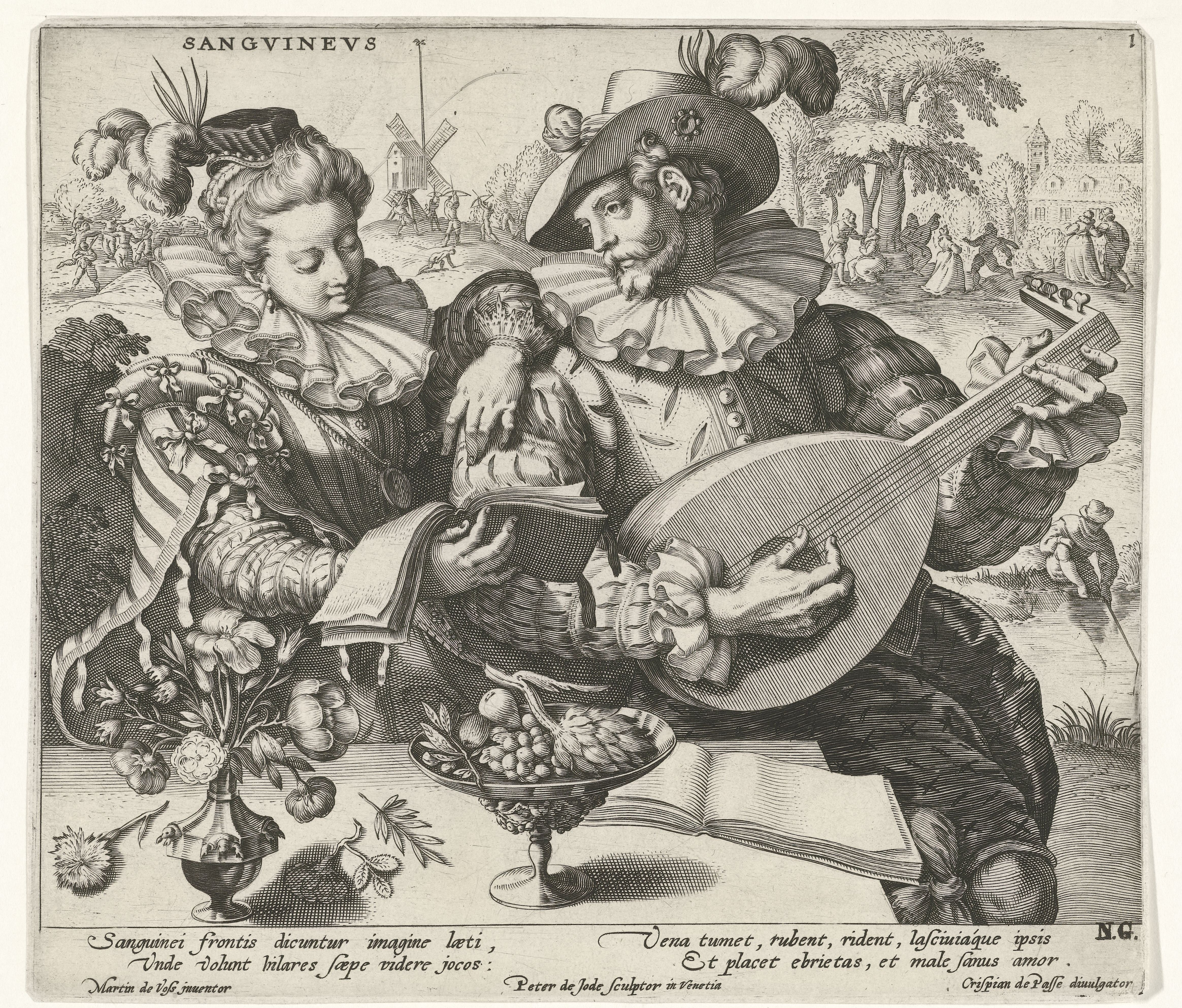
Офорт из серии «Четыре темперамента». Сангвиники. По оригиналу М. де Воса. Между 1590 и 1632
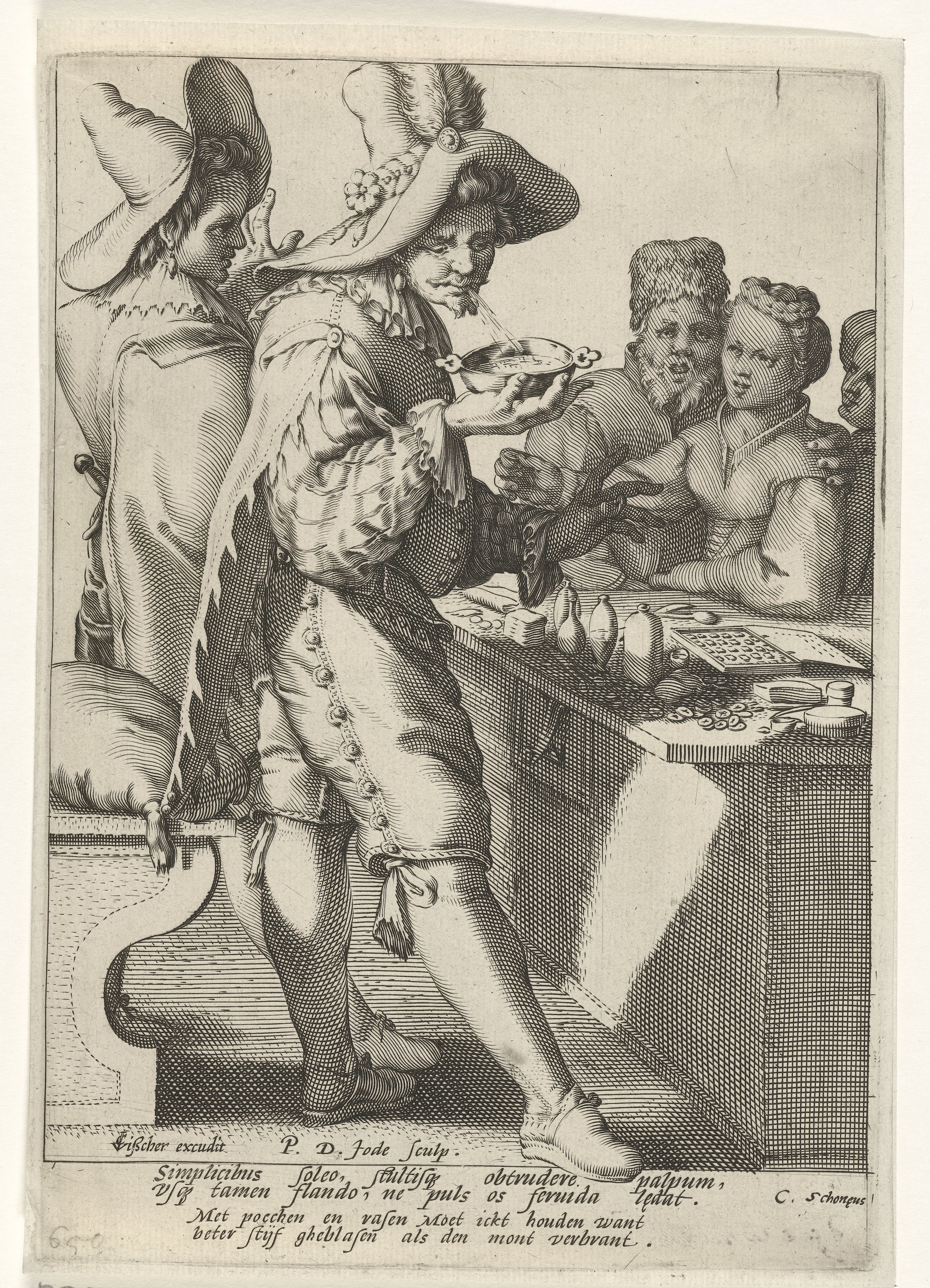
Лучше сильно подуть, чем обжечь рот. Ок. 1600. Офорт
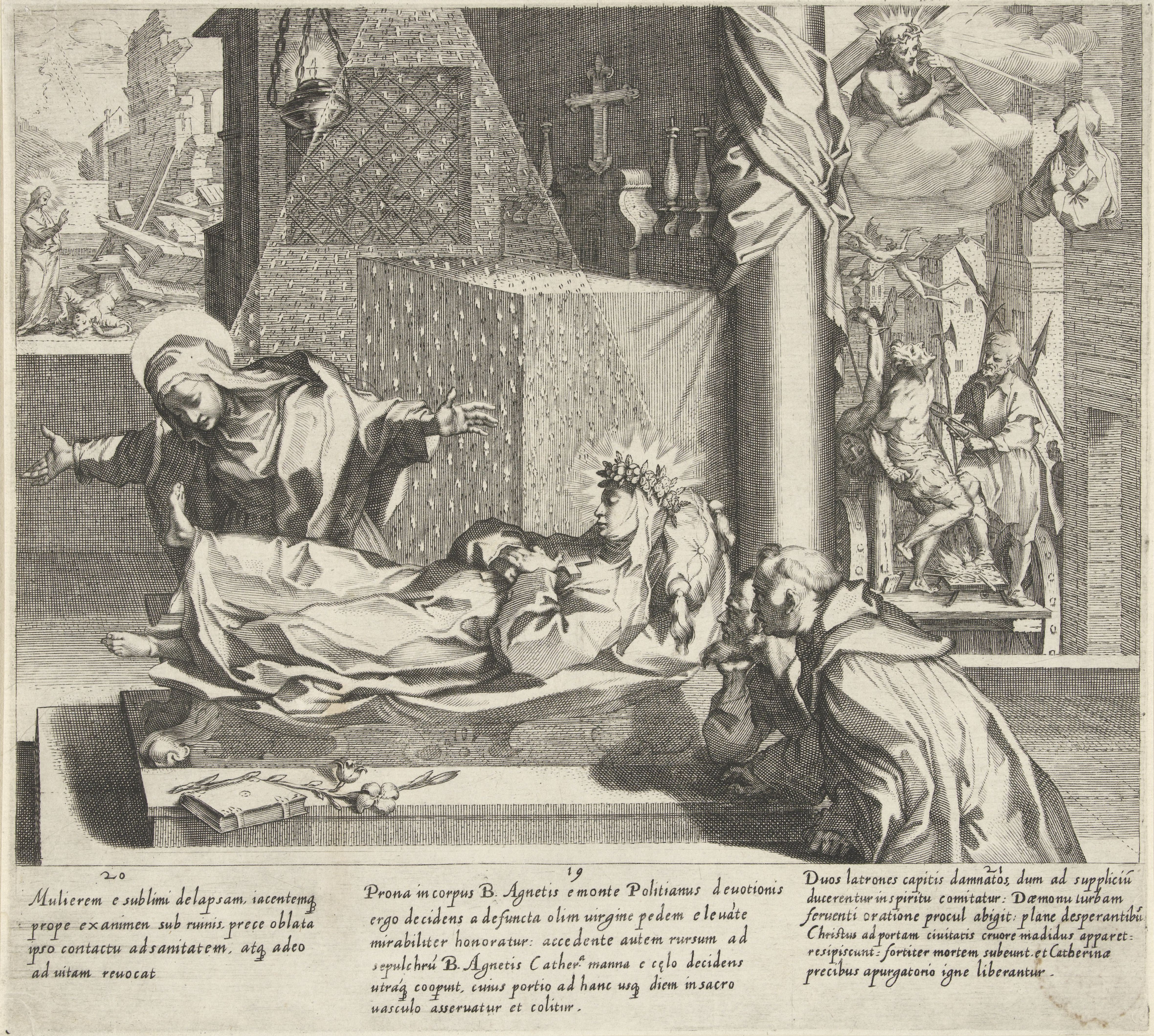
Святая Екатерина спасает женщину. Офорт из серии «Сцены из жизни и чудес святой Екатерины Сиенской». 1597
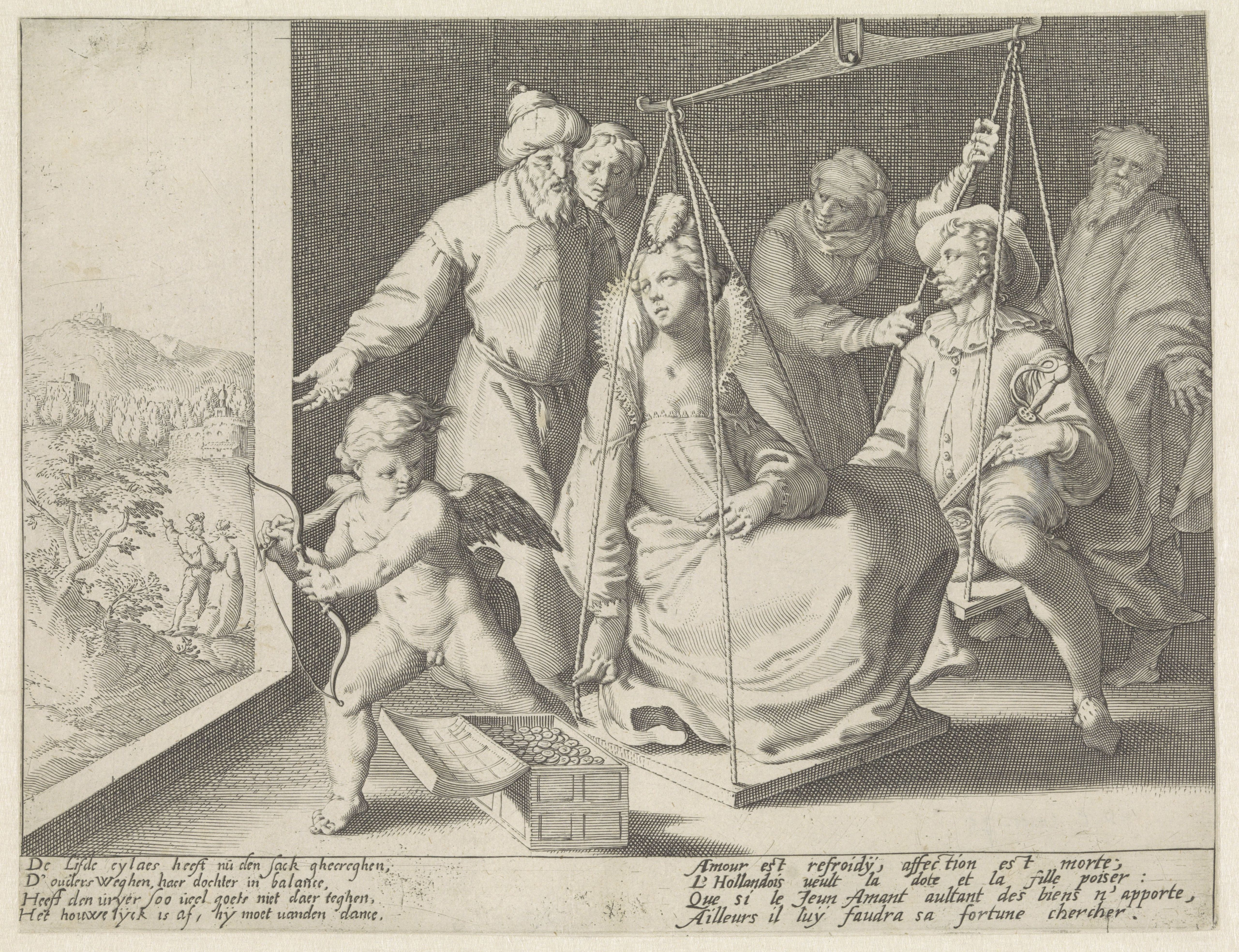
Родители взвешивают богатую девушку и бедного молодого человека на весах… Мужчина недостаточно богат для невесты. Амур, вооружённый луком, бросает взгляд на полную кассу и убегает. Ок. 1595. Офорт